# Moon Records
Moon Records – niezależna, nieistniejąca już wytwórnia płytowa założona w 1973 roku w Toronto. Założona przez menadżera zespołu Rush, Raya Dannielsa, ponieważ żadna inna wytwórnia nie chciała wydać ich debiutanckiej płyty. Wydała pierwszy album zespołu oraz ich pierwszy singel Not Fade Away. W 1977 roku przekształciła się w Anthem Records.